# Danalia caulleryi
Danalia caulleryi är en kräftdjursart som beskrevs av Hugo Frederik Nierstrasz och Brender à Brandis 1923. Danalia caulleryi ingår i släktet Danalia och familjen Cryptoniscidae.
Artens utbredningsområde är havet kring Indonesien. Inga underarter finns listade i Catalogue of Life.